# NGC 7315
NGC 7315 este o galaxie situată în constelația Pegas. A fost descoperită în 11 septembrie 1872 de către Édouard Stephan⁠(d). Se află la o distanță de 86,75 de megaparseci de Pământ.